# Jorge Massó
Jorge Rafael Massó Mustelier (16 febbraio 1950) è un ex calciatore cubano, di ruolo attaccante.

## Carriera

### Club
Ha giocato nel La Habana e nel Ciudad de La Habana.

### Nazionale
Venne convocato dal CT della nazionale cubana Kim Yong-ha per lunga tournée in Corea del Nord, tenutasi in vista dei futuri impegni dei caraibici. Massó anticipò il ritorno in patria per subire un intervento al piede.
Unico giocatore libero dagli impegni tattici per volontà del tecnico Kim, Massó portò nel 1970 alla vittoria del torneo calcistico dei XI Giochi centramericani e caraibici tenutisi a Panama, secondo successo dei caraibici nel torneo. Massó venne proclamato miglior giocatore del torneo.
Dal settembre dello stesso sino all'estate seguente alla tournée mondiale dei caraibici, toccando alcuni paesi del blocco orientale come Etiopia e Angola in Africa, Cina e Vietnam del Nord in Asia, Unione Sovietica, Bulgaria e Cecoslovacchia in Europa.
Nel 1971 partecipa al torneo calcistico dei VI Giochi panamericani, svoltisi in Colombia, chiusi con un prestigioso terzo posto finale.
Con la Nazionale cubana ha partecipato alle Olimpiadi del 1976 e del 1980.

## Palmarès

### Nazionale
- Giochi centramericani e caraibici: 1

Panama 1970